# Haplotrachelus holcopleurus
Haplotrachelus holcopleurus is een keversoort uit de familie van de loopkevers (Carabidae). De wetenschappelijke naam van de soort is voor het eerst geldig gepubliceerd in 1855 door Chaudoir.